# Walter Jacobi
Walter Jacobi, född 2 juli 1909 i München, död 3 maj 1947 i Prag, var en tysk jurist och SS-Obersturmbannführer. Han var under andra världskriget chef för Sicherheitsdienst (SD) i Prag.

## Biografi
Jacobi studerade juridik vid universiteten i Tübingen och Halle. Han blev 1935 medlem i Schutzstaffel (SS) och kom att inom Sicherheitsdienst (SD) arbeta med frågor rörande sudettyskar. Den 20 mars 1939, fem dagar efter Tysklands invasion av "rest-Tjeckoslovakien", inledde Jacobi sin verksamhet i Prag. I september 1939 gav han order om att skjuta de studenter och lärare som hade protesterat mot nazisternas stängning av Prags universitet. Han var även involverad i utplånandet av byn Lidice, som var en vedergällningsaktion för mordet på Böhmen-Mährens riksprotektor Reinhard Heydrich. Jacobi lät även gripa och avrätta flera framstående tjeckiska motståndskämpar.
Efter andra världskriget ställdes Jacobi inför rätta i Prag och avrättades genom hängning.